# 天峨高原鰍
天峨高原鰍（學名：Triplophysa tianeensis）為輻鰭魚綱鯉形目條鰍科高原鰍屬的其中一種。分布於亞洲中國廣西壯族自治區天峨縣八臘瑤族鄉洞穴，本魚體細長，呈圓筒形，吻部延長，眼睛退化僅剩1小黑點，口下位，唇表面具乳狀突起，雄魚在頰部具刺狀突起，觸鬚3對，體無鱗片，側線完整，體色淡黃色，背部及頭背部具不規則斑塊，魚鰭無色，尾鰭叉形，棲息在洞穴底層水域，生活習性不明。

## 扩展阅读
維基物種上的相關：天峨高原鰍